# 滑津駅
滑津駅（なめづえき）は、長野県佐久市中込にある、東日本旅客鉄道（JR東日本）小海線の駅である。

## 歴史
- 1916年（大正5年）6月6日：佐久鉄道の滑津停留所として開業[1][2]。旅客営業のみ。
- 1934年（昭和9年）9月1日：佐久鉄道を国有化し、鉄道省小海北線（→小海線）に編入[3]。滑津駅となる[4]。ただし、当駅からは線内各駅および信越本線小諸・上田・長野駅への旅客のみ取り扱い（旅客駅[4]） 。
- 1935年（昭和10年）11月29日：小海線の全通に伴い[5]、旅客を取り扱う区間に中央本線小淵沢・上諏訪・岡谷の各駅を追加[6]。
- 1944年（昭和19年）3月1日：前日限りで運輸営業を廃止[7]。
- 1952年（昭和27年）3月1日：小海線中込駅 - 北中込駅間に滑津駅として再度新設。旅客のみ取り扱い[8]。
- 1987年（昭和62年）4月1日：国鉄分割民営化により、JR東日本の駅となる[9]。

## 駅構造
単式ホーム1面1線を持つ地上駅である。ホーム有効長が2両分程度なので、朝夕の通勤時間帯の3両編成では、進行方向一番前よりの1両の扉が開かなくなっている（ドアカット）。かつて走っていた4両編成では中間の2両のみ扉を開けていた。
無人駅であり、ホーム上に待合室がある。

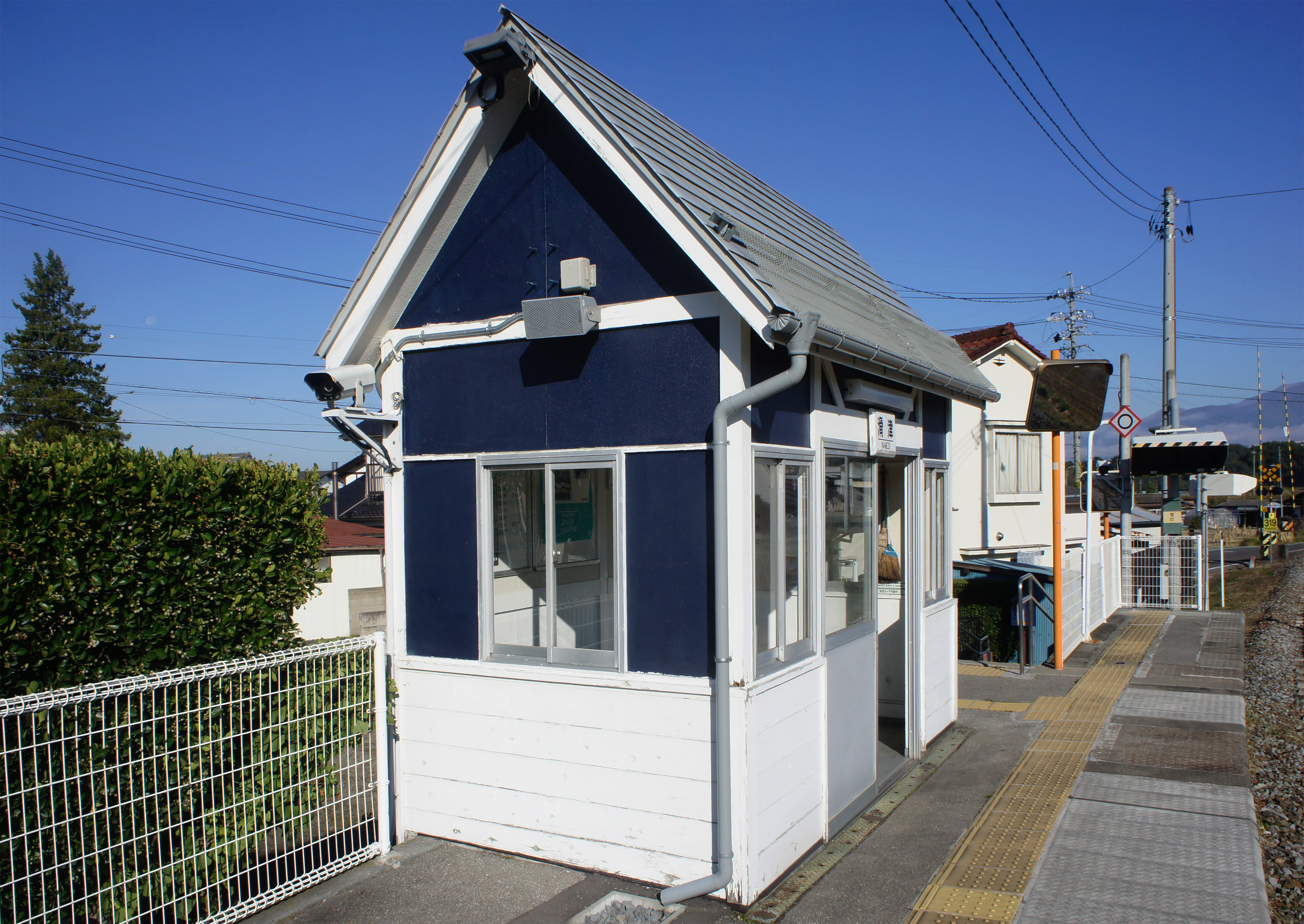
待合室外観（2021年10月）
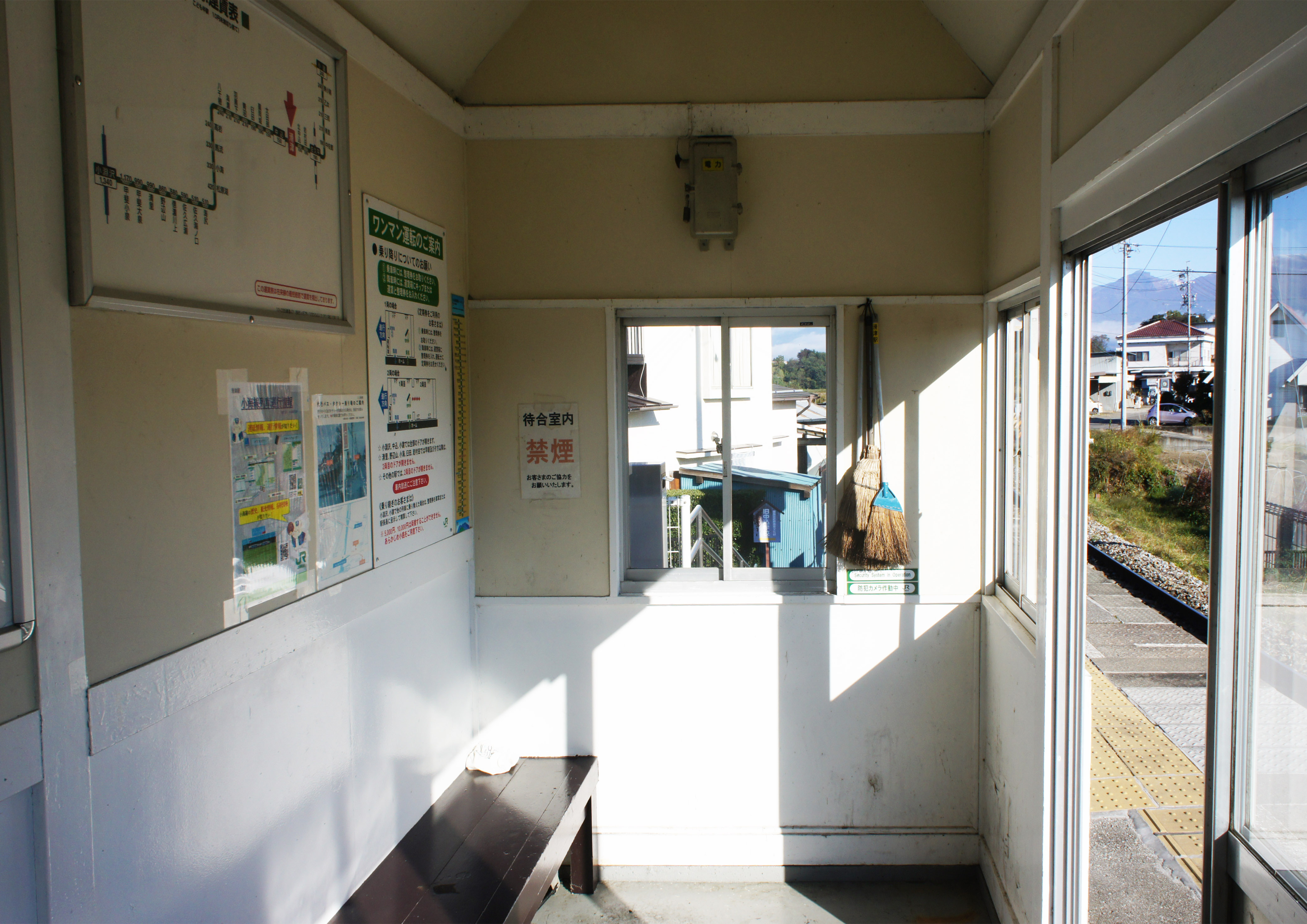
待合室（2021年10月）

## 利用状況
2007年度（平成19年度）、2009年度（平成21年度）- 2011年度（平成23年度）の1日平均乗車人員の推移は以下のとおりであった。
| 乗車人員推移       | 乗車人員推移     | 乗車人員推移 |
| 年度               | 1日平均 乗車人員 | 出典         |
| ------------------ | ---------------- | ------------ |
| 2007年（平成19年） | 79               | [ 1 ]        |
| 2009年（平成21年） | 86               | [ 1 ]        |
| 2010年（平成22年） | 89               | [ 10 ]       |
| 2011年（平成23年） | 86               | [ 11 ]       |

## 駅周辺
駅北側を滑津川が流れる。かつては千曲バスの路線バスが発着していたが、2021年（令和3年）9月30日をもって廃止された。
- 旧中込学校[1]
- 佐久市立中込小学校
- 佐久総合運動公園
  - 佐久総合運動公園陸上競技場

## 隣の駅
東日本旅客鉄道（JR東日本）
■小海線
中込駅 - 滑津駅 - 北中込駅